# Boros Misi
Boros Misi (Pécs, 2003. április 11. –) Junior Prima díjas, a Magyar Klasszikus Zene Ifjú Nagykövete díjas zongoraművész, csodagyerek.

## Élete
Édesanyja Orbán Jolán irodalomtörténész, egyetemi tanár, édesapja Boros János Széchenyi-díjas professzor, filozófiát tanít a Pécsi Tudományegyetemen, testvére Dániel a Cambridge-i Egyetem hallgatója. Erdélyi gyökerekkel rendelkezik, édesanyja Csíkszentmiklósról származik.
Négyéves kora óta minden szabadidejét a zongora mellett tölti.
Zenei tanulmányait hatéves korában kezdte Megyimóreczné Schmidt Ildikónál, a Pécsi Liszt Ferenc Zeneiskolában. Nyolcéves korától a Müncheni Zene- és Színházművészeti Főiskola Különleges Tehetségek Osztályának hallgatója.
Miután 2014-ben megnyerte a Virtuózok című televíziós komolyzenei tehetségkutató első évadát, 11 évesen felvételt nyert a Liszt Ferenc Zeneművészeti Egyetem, Rendkívüli Tehetségek Osztályába.
A 2017. évvel kezdődően Bogányi Gergely a mentora.
2020-ban, 17 éves korában a Pécsi Művészeti Gimnázium és Szakgimnázium tanulójaként érettségizett.
2020 és 2024 között a Müncheni Zene és Színházművészeti Egyetemen elvégezte a művészeti alapképzést Antti Siirala professzornál.
Mesterszakos tanulmányait Berlinben a Barenboim-Said Akadémián folytatja Schiff András zongoraművésznél.
Nyolcéves kora óta minden hazai verseny korcsoportgyőztese, nyert zongoraversenyt Rómában, Milánóban és Párizsban is.
2013-ban több mint háromszáz jelentkező közül választotta ki Lang Lang a tizenkét gyermeknek tartott nemzetközi kurzusára. Ebben az évben a gyerek Ashil főszerepét játszotta a Pécsi Nemzeti Színházban, A sivatag hercege című zenés játékban.
2014-ben a Virtuózok komolyzenei tehetségkutató tévéműsor korcsoportgyőztese lett.
2015 januárjában debütált az Amerikai Egyesült Államokban, a New York-i Lincoln Center Avery Fisher Hallban (ma David Geffen Hall).
12 évesen a Zeneakadémia nagytermében mutatkozott be, a Győri Filharmonikus Zenekar kíséretével.
2015. decemberben az Armel Operafesztivál különdíjasaként a Pannon Filharmonikusok közreműködésével lépett a svájci közönség elé Zürichben a Tonhalléban, Wolfgang Amadeus Mozart KV. 488-as A-dúr zongoraversenyével.
Egy évvel később, 2016 novemberében önálló estet adott a Művészetek Palotája Bartók Béla Nemzeti Hangversenytermében, a Nemzeti Filharmonikus Zenekar közreműködésével, amiről lemezfelvétel is készült. 
2016-ban a franciaországi Châteauroux városában rendezett Lisztomanias Zongorafesztivál nyitóhangversenyét adta. Műsorán Liszt, Chopin és Debussy művei szerepeltek.
2017-ben Bogányi Gergellyel és Balázs Jánossal lépett fel „A Zongora” Gálakoncerten – az MVM koncertek sorozatában a Művészetek Palotájában. Ugyanebben az évben a „Mester és tanítványa” koncert keretében Bogányi Gergellyel lépett fel a Müpában. Mentora ajánlására ebben az évben Rochlitz Andrea egy Bösendorfer-zongorát bocsátott a rendelkezésére.
2018-ban a Nemzeti Filharmonikus Zenekar felkérésére Chopin f-moll zongoraversenyét játszotta a Kocsis Zoltán emlékére rendezett hangversenyen, a Müpában.
Huszonegy éves korára közel ötszáz koncerten lépett fel, több mint 20 zenekarral és karmesterrel.
Résztvevője volt a világ legrangosabb kurzusainak, többek között a Philadelphia Young Pianists’ Academynek, PianoTexasnak illetve 2022 és 2024-ben a Verbier Fesztivál Akadémiának. 
Fontos számára a klasszikus zene szélesebb körben való megismertetése. A Papp László Sportarénában, a Virtuózokkal közösen tartott koncertjén 5000-en voltak jelen, jelentős részben fiatalok.
2022-ben, tizenkilenc éves korában beválasztotta a Forbes Magyarország a legsikeresebb 30 év alatti 30 ember című kiadványába.
2022-ben jótékonysági hangversenyt adott a Pesti Vigadóban a koronavírus-járvány árváinak javára a Regőczy-alapítvány számára Áder János köztársasági elnök és neje, Herczegh Anita jelenlétében.
2023-ben Polgár Judit és Michelisz Norbert után lett a Nemzeti Tehetség Program védnöke.
2024-ben átadták a „Boros Misi Zeneliget”-et Tésenfán a Bőköz Fesztivál Keretében.
Az Asian Music Festival keretében fellépett Kínában, Sencsenben is, ahol 40 000-es publikum előtt képviselte a magyar kultúrát. Az élő közvetítést az interneten 400 millióan követték.
Ifjú létére koncertezett már többek között Londonban, New Yorkban, Milánóban, Párizsban, Stockholmban, Göteborgban, Brüsszelben, Iszlámábádban, Lahorban, Karacsiban, Tokióban, Oszakában, Pekingben, Sanghajban, São Paulóban.
Zongorajátékát a Süddeutsche Zeitung, The International Piano Magazine és a The Guardian újságok is méltatták.
A sajtó „a zongora hercege” címmel illette. Kimagaslóan egyedi tehetségét olyan művészek ismerték el, mint Plácido Domingo és Vásáry Tamás. A legendás zongoraművész és karmester így vélekedett Misiről:

„Az utóbbi években össze-vissza valami 600-700 zongoristát hallottam, a legjobbakat, de ami nem történt meg tulajdonképpen, amikor azt mondtam volna, hogy na itt van az akire azt mondom, hogy az igazi. És ez a Misi. … Én nem bízom benne, én tudom, hogy a Misiből tényleg egyike a legnagyobb művészeknek lesz, akikről tudunk.”

2020-ban, 17 évesen 17 állomásos országos turnéra indult, a Filharmónia Magyarország szervezésében.
2020-ban a BMW Schneider márkanagykövete lett.
A Varga Edit műsorvezető által készített Virtuózok című könyv fejezetet szentel neki (Holnap kiadó, Budapest, 2015).
Mészöly Ágnes: Egy másmilyen nap gyermek portrénovelláskötete egyik fejezetének főszereplője. (Mészöly Ágnes, Egy másmilyen nap, Naphegy kiadó, Budapest, 2017, „Misi” fejezet 36–47.)

## Megjelent lemezei
- 2017: Boros Misi önálló koncertje (Dupla CD) a Nemzeti Filharmonikusokkal a Müpában adott koncert felvétele[17]
- 2018: a Zene-Bona zongorakotta teljes anyaga (Szokolay Sándor: Hogy is kezdődött? – Levelek a diákévekből, Legend Art Kiadó, 2018. könyv CD melléklete)[18]
- 2022: Hungaroton, Inspirations[19]
- 2022: Hunnia Records, Schubert 225[20]
- 2022: Hunnia Records, Reflections on Beauty Bogányi Gergellyel[21]
- 2023: Hunnia Records, Johann Sebastian Bach Bogányi Gergellyel
- 2024: Hungaroton, Fantasies
- 2024: Hunnia Records, Times of the day: Morning
- 2024: Hunnia Records, Times of the day: Daylight
- 2024: Hunnia Records, Times of the day: Evening

## Díjai, elismerései
Kitüntetések:
- 2015 Pécs Város Fiatal Tehetsége díj – Márk Tamás-díj
- 2016 Junior Prima díj
- 2019 Miniszteri dicséret, Emberi Erőforrások Minisztériuma
- 2020 A Magyar Klasszikus Zene Ifjú Nagykövete díj[22]
- 2021 Ifjúsági Tüke díj
- 2022 Verbier Fesztivál Akadémia Tabor Alapítvány díj

Versenyeredmények:
- 2011 Országos Bartók Béla Zeneiskolai Zongoraverseny kiemelt 1. díj, Nívódíj
- 2013 Országos Nyíregyházi Zongoraverseny kiemelt 1. díj, Ferenczy György Alapítvány – Chopin Társaság különdíja Veroszta Magda díj[23]
- 2013 Mozart Nemzetközi Zongoraverseny Róma kiemelt 1. díj, a verseny nagydíja[24]
- 2013 Országos Zeneiskolai Ferenczy György Zongoraverseny 1. díj, és Ferenczy György díj
- 2014 Budapesti Nemzetközi Chopin Zongoraverseny 1. díj
- 2014 Országos Bartók Béla Zeneiskolai Zongoraverseny, kiemelt 1. díj, Nívódíj
- 2014 Virtuózok Korcsoport-győztes, 12 különdíj
- 2015 Piano Talents Nemzetközi Zongoraverseny Milánó, Olaszország 1. díj
- 2016 Concours Musical de France nemzetközi zongoraverseny Párizs, kiemelt 1. díj[25]